# Åhus borg

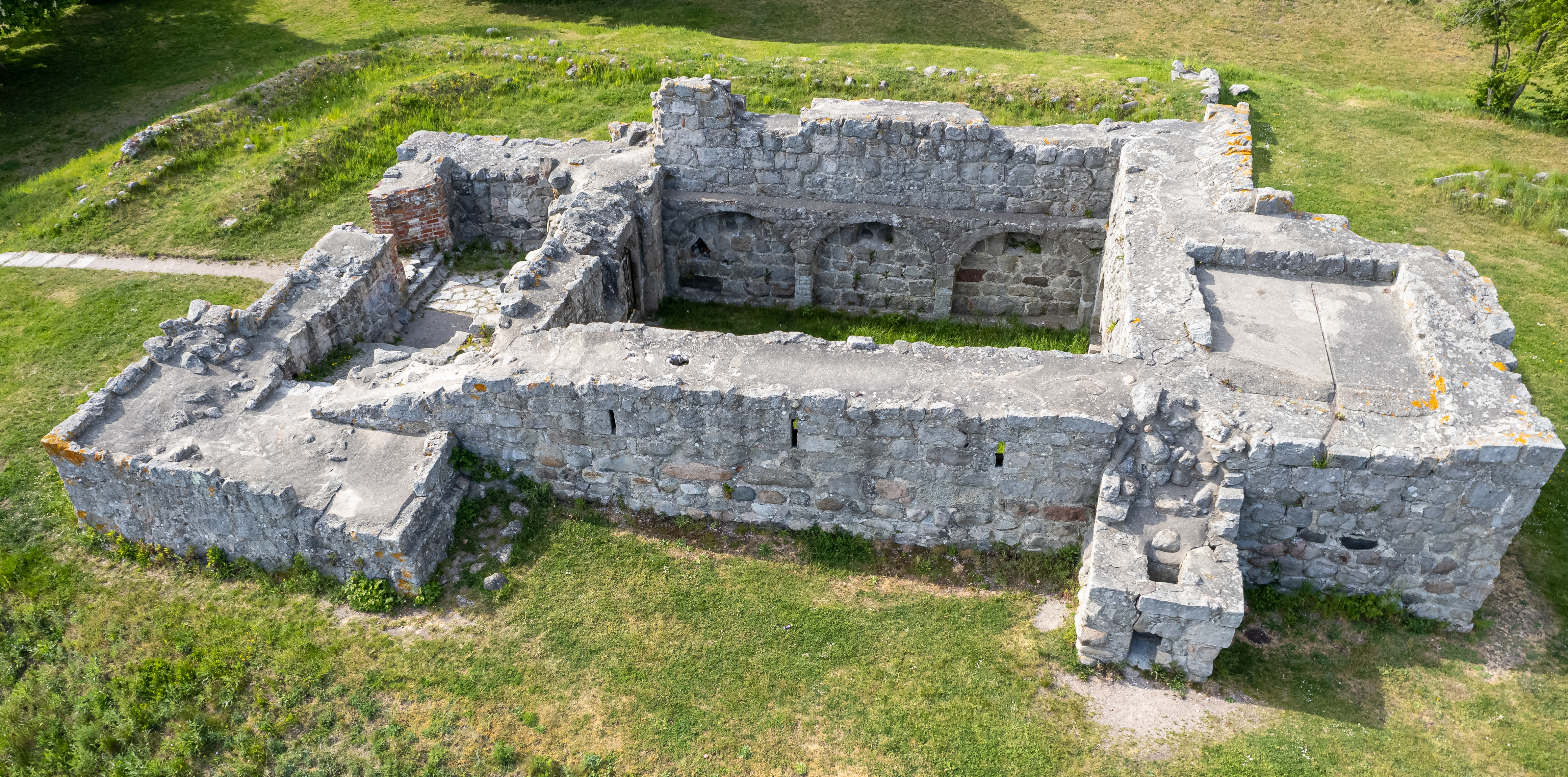
Borgen i Åhus.

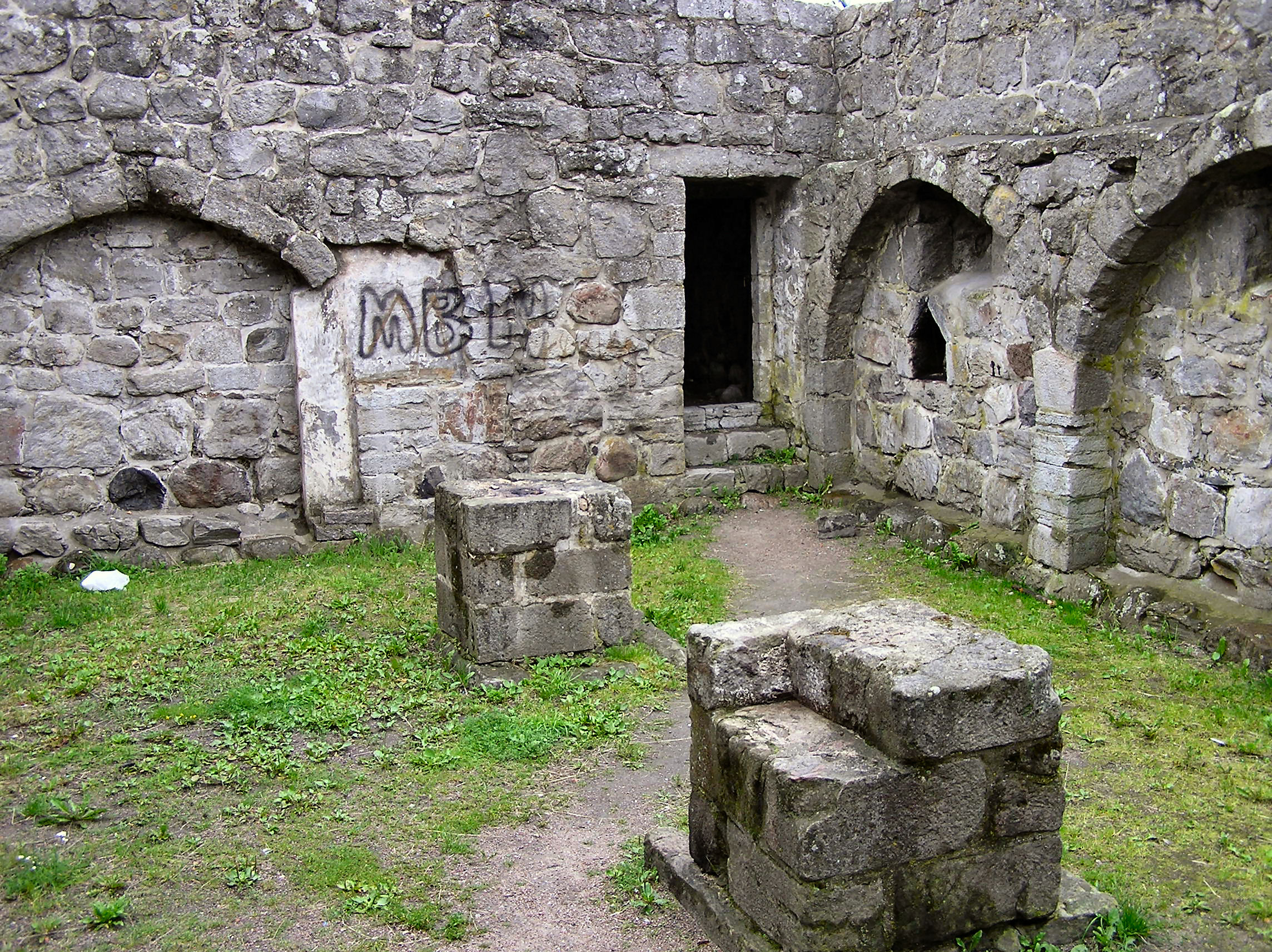
Ruinerna efter biskop Eskils borg.

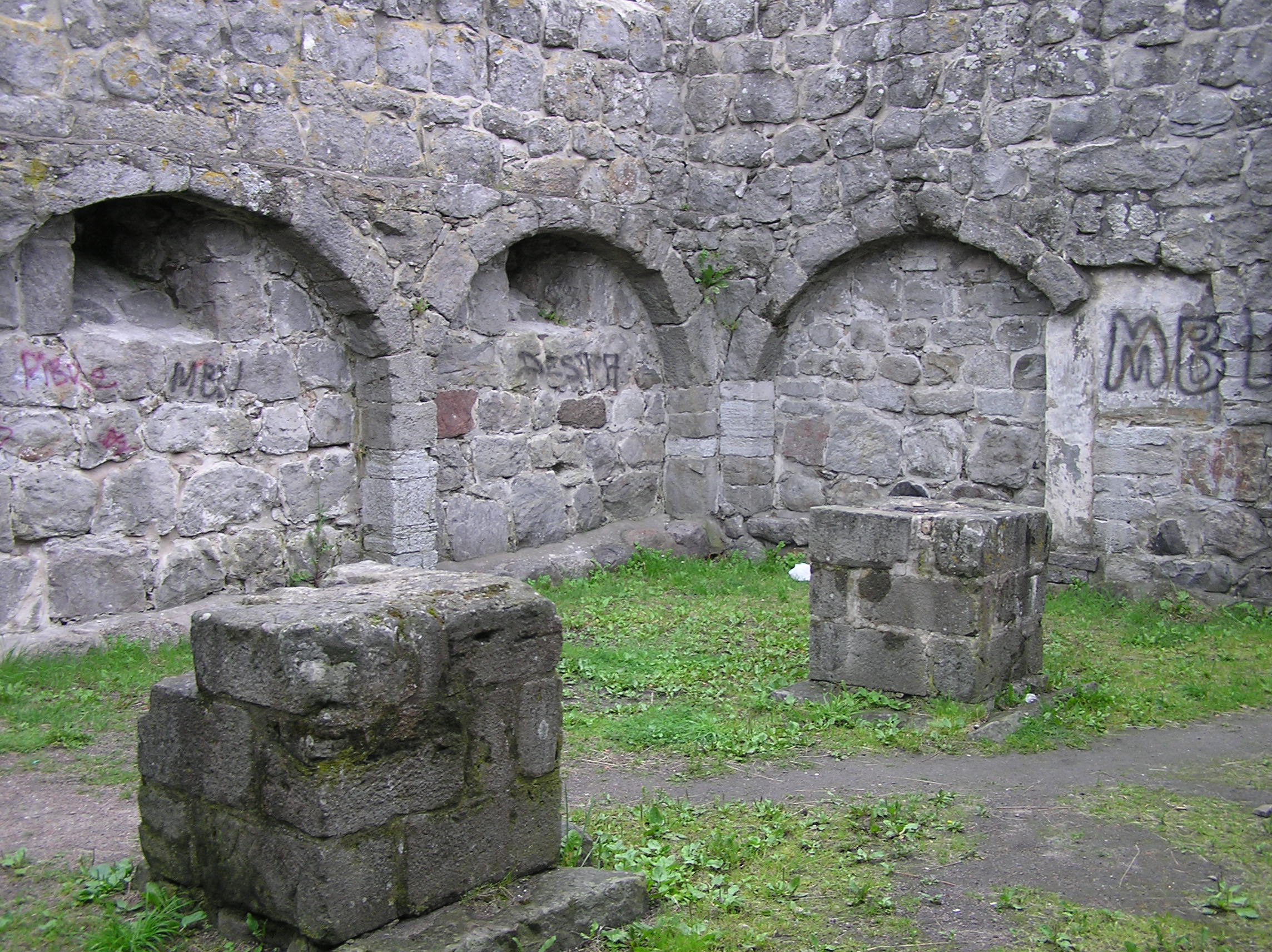
Ruiner efter biskop Eskils borg.

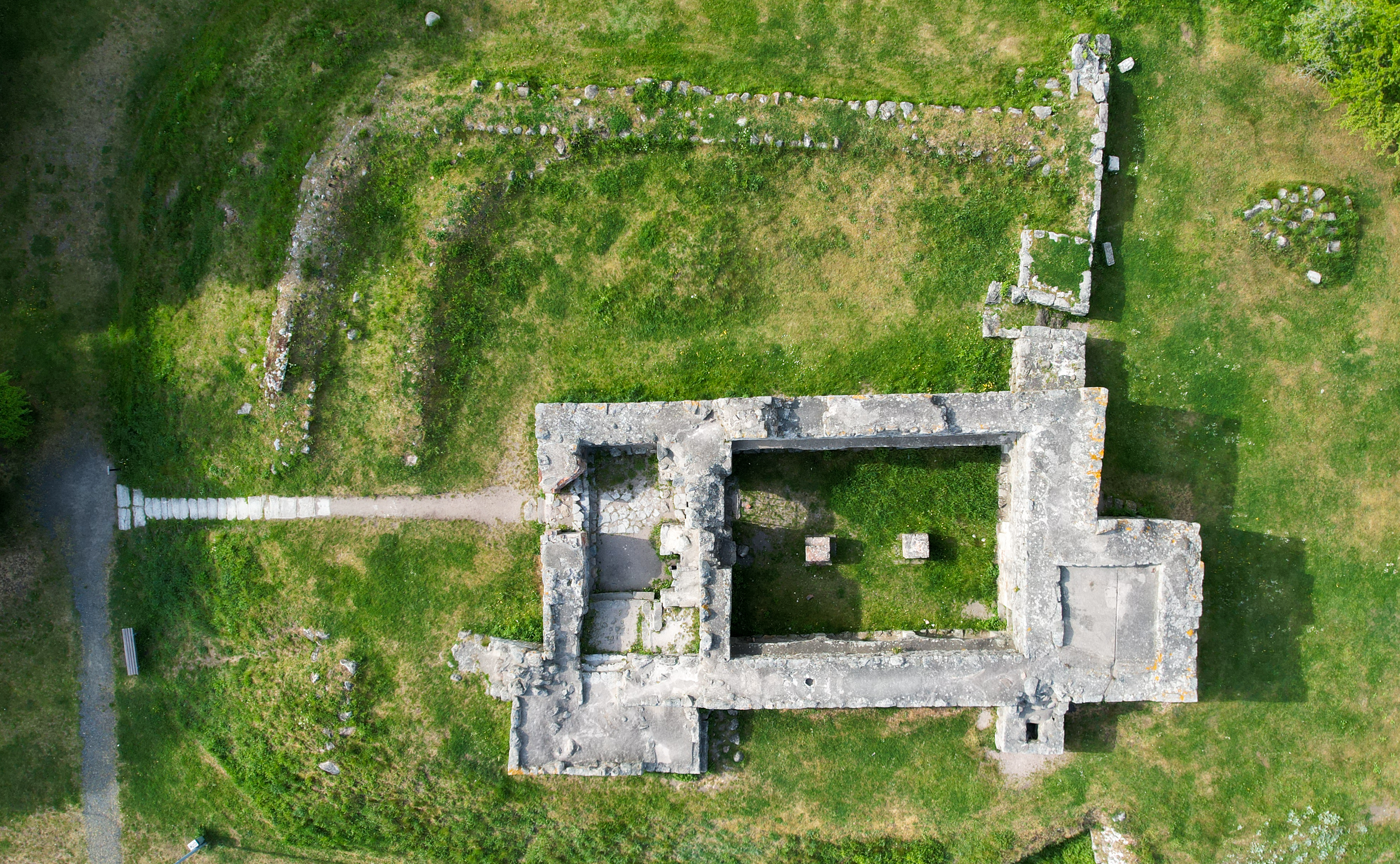
Borgruinen rakt uppifrån.

Åhus borg, på medeltiden Castro Aaos, var en borg i Åhus i nordöstra Skåne. Den var en av landskapets viktigaste och äldsta medeltida borgar och dess huvudsakliga syfte var att skydda inloppet till Helge å. Länge har borgen ansett ha varit ett palats - ett refugium - åt den danska ärkebiskopsstolen. Men resultatet efter ett större forskningsprojekt, lett av Regionmuseet i Kristianstad 2006–2010, har gett en helt ny bild av borganläggningen och dess funktion. Bland annat talar mycket för att borgen är uppförd redan under mitten av 1000-talet. Den skulle i så fall vara Skandinaviens äldsta stenborg. I dag är borgen en ruin på norra sidan av Helge å, knappt en kilometer från mynningen i Hanöbukten. Ruinen har under hela 2010-talet utsatts för regelbunden vandalisering.

## Historia
År 1149 fick ärkebiskop Eskil byn Åhus och del av Bornholm m.m. av kung Sven Grate, som kompensation för att han blivit fängslad av kungen. Borgen fanns då redan på platsen och den övertogs och ärvdes av lundaärkebiskoparna fram till reformationen 1536. Därefter övergick det återigen till kungamakten. 
Borgen nämns första gången i samband med att kung Kristoffer, under strider med ärkebiskop Jacob Erlandsen, intog Aose hus (huset vid åmynningen) 1262. Borgen förstördes, men var återuppbyggd igen omkring 1286.
År 1316 omnämner påven borgen, i samband med att han bestämmer att den ska vara platsen för ett möte mellan Danmarks och Sveriges ärkebiskopar.
Det var ofta stridigheter kring borgen. År 1358 tvingades ärkebiskop Jakob Nielsen Kyrning lämna över "60 riddare med rustning" till den svenske kungasonen Erik Magnusson, vars trupper hade intagit borgen efter en nattlig kupp. När Valdemar Atterdag personligen ingrep blev ärkebiskopen dock frisläppt, efter en kortare tid i fångenskap.
En spektakulär händelse inträffade 1390, då den dåvarande ärkebiskopen Magnus Nielsen av okänd anledning föll från vindbryggan (kallad "smecken") och slog ihjäl sig.
Under Grevefejden blev borgen belägrad av svenska trupper 1525–1526. Under det Nordiska sjuårskriget utgjorde Åhus och borgen samlingspunkt för den danska armén. Vid hertig Karls infall i Skåne 1569 klarade sig borgen från större förstörelse, däremot bestals och skövlades den tillhörande landegården i Gälltofta till grunden (landegården var borgens produktionsanläggning). Under senare delen av 1500-talet började kungamakten, i sina utgående brev, att benämna borgen som "Åhus slott" (den tidigare benämningen var som regel "Åhusgaard").  Ingen dokumentation finns kring borgens avveckling, men det skedde troligtvis omkring 1614, i samband med att Kristian IV beslutade om uppförandet av den nya fästningsstaden Kristianstad - borgen kom då troligtvis att användas som stenbrott, vilket även styrks av det arkeologiska fyndmaterialet från 2006 års utgrävning. Så sent som på 1620-talet fanns dock ännu ett större "stenhus" kvar på platsen för borgen. Med tiden täcktes borglämningen av flygsand och låg mer eller mindre dold fram till utgrävningen 1892–1893, som leddes av lektor Abraham Ahlén.

## Borgen
Borgen, som till sin grundkonstruktion är romansk, har under hela medeltiden genomgått förändrings- och förstärkningsarbeten. Genom forskningsprojektet 2006–2010 har minst fyra olika faser med säkerhet kunnat fastställas. En av de mer intressanta iakttagelserna är att vallgraven inte är en ursprunglig konstruktion. Dessutom har borgen varit betydligt större än vad som tidigare antagits.
I samband med forskningsprojektet 2006–2010 gjordes flera C14-analyser samt en dendrokronologisk analys av ett större kolstycke från borgens inre grundmurar. Resultaten, tillsammans med de nya stratigrafiska dokumentationerna och fynden, ger preliminärt bilden av en mycket gammal borganläggning, som troligtvis är uppförd redan under mitten av 1000-talet. Borgens formspråk återfinns inte någon annanstans i Skandinavien, men har påfallande likheter med tidiga borgar i England – och Karl den stores palats i Aachen, som är uppfört under 800-talet.
Fas 1, 1000/1100: Borgen uppfördes ursprungligen helt av sten, och bestod av en större centralbyggnad med torn, som på norra sidan omgavs av en ringmur. I dag finns centralbyggnadens källarplan med förstuga och tornets bottenvåning bevarade. Därutöver ett parti av östra ringmuren. Centralbyggnadens yttermått är cirka 20x10 meter och ingången finns på västra gaveln. Stenmaterialet i murarna är till stora delar bearbetat. Ringmurens ursprungliga port fanns i östra muren.
Fas 2, 1256: Vid denna period breddades ringmuren med tegel (detta var troligtvis första gången tegel användes på anläggningen) genom försorg av ärkebiskop Jakob Erlandsen. Ett runt torn (troligtvis två torn) uppfördes vid norra muren. Den ursprungliga ringmursporten sattes igen och en ny togs upp, sannolikt i anslutning till norra muren. En tillbyggnad med okänd funktion skedde även på centralbyggnadens södra långsida, mot Helge å.
Fas 3, 1270–1370: Under denna period kom borgen att delas av med en vallgrav. På den ö som bildades mot Helge å fanns kärnförsvaret, medan en förborg uppfördes norr om vallgraven. Det halvrunda tornet demonterades och dess grund återanvändes troligtvis som ett nordligt landfäste åt vindbryggan.
Fas 4, 1488: Vid denna period utförde ärkebiskopen omfattande byggnadsarbeten på några av sina borgar. Åhusborgen ingick sannolikt i detta arbete, vilket även styrks av det arkeologiska fyndmaterialet från utgrävningen 2010. I huvudsak har kärnförsvaret fått en (ny) ringmur mot Helge å.
På fotografier tagna i samband med friläggningen 1892–1893, syns tydligt att både centralbyggnadens västra port, tornets norra (och enda) fönster samt tornets ingång från källarplanet blivit permanent igensatta. Igensättningarna av portarna, som togs bort redan på 1890-talet, är sannolikt utförda i samband med att en ny port togs upp en våning högre. En sådan port har då kunnat nås via en reversibel ramp eller en mindre vindbrygga. Det går inte att närmare datera när igensättningarna skulle ha skett, men gissningsvis passar de bäst in i fas 3, då vallgraven grävs.
Vad gäller antalet våningar på centralbyggnaden, så går detta inte att fastställa. Däremot kan man med säkerhet säga att murarna har kunnat bära minst två våningar till, dvs den nedsänkta och källarlika bottenvåningen plus våning 1 och 2. Därutöver ett traditionellt romanskt sadeltak. Tornet har troligtvis varit högre än centralbyggnadens taknock, vilket i så fall innebär bottenvåning plus våning 1–4.